# Farwell (Michigan)
Pour les articles homonymes, voir Farwell.
Farwell est un village du comté de Clare, dans l'État du Michigan, aux États-Unis. En 2020, il comptait une population de 880 habitants.